# Rainieria tritaeniolata
Rainieria tritaeniolata är en tvåvingeart som beskrevs av Günther Enderlein 1922. Rainieria tritaeniolata ingår i släktet Rainieria och familjen skridflugor. Inga underarter finns listade i Catalogue of Life.